# Pilumnus gemmatus
Pilumnus gemmatus är en kräftdjursart som beskrevs av William Stimpson 1860. Pilumnus gemmatus ingår i släktet Pilumnus och familjen Pilumnidae. Inga underarter finns listade i Catalogue of Life.